# Парламентские выборы на Кубе (2008)

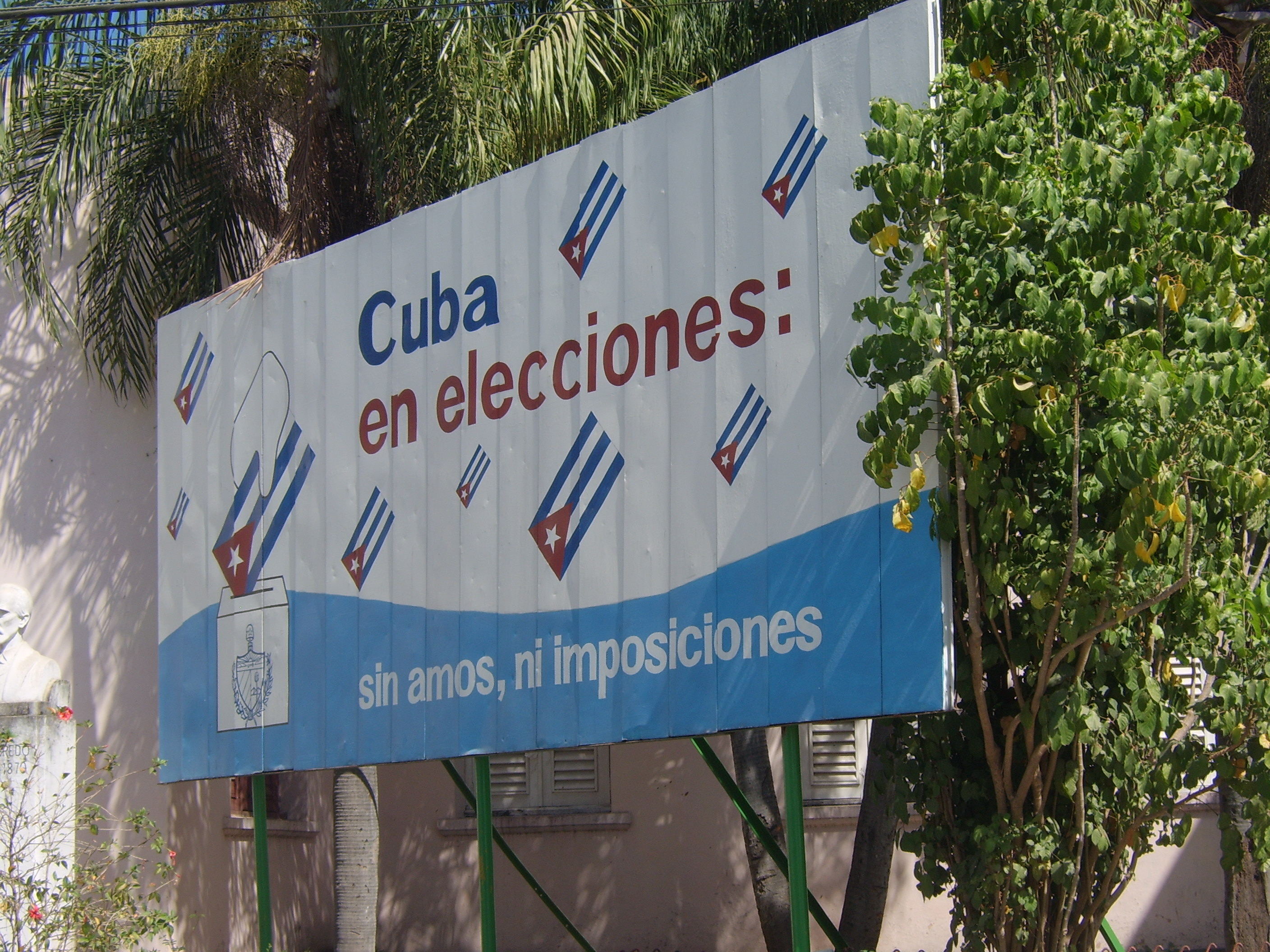
Предвыборный плакат.

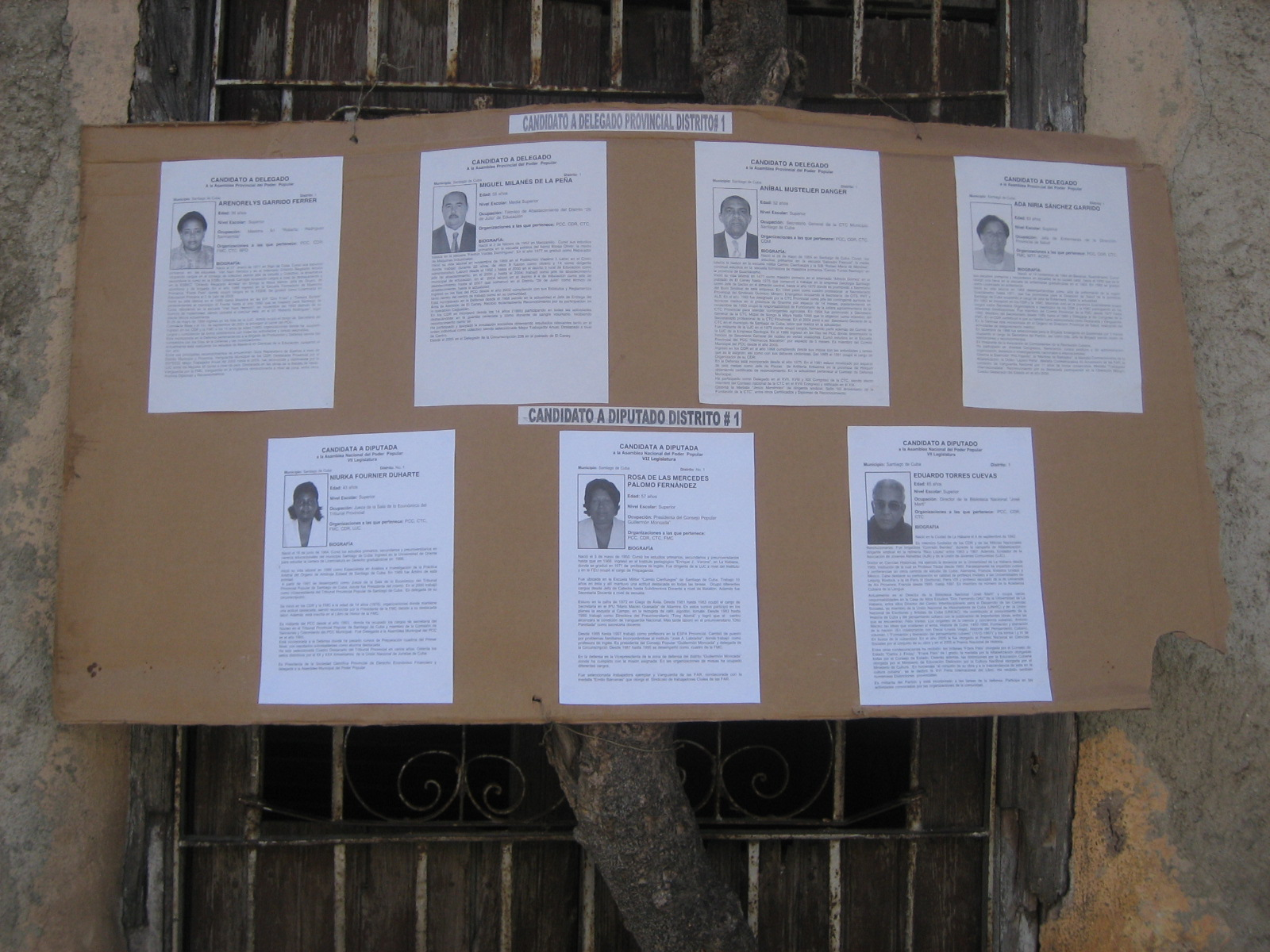
Кандидаты в депутаты. Информация для избирателей.

Парламентские выборы на Кубе в 7-ю Национальную ассамблею были проведены 20 января 2008 года. Ассамблея была расширена до 614 членов.

## Кампания и выборы
Перед выборами было не ясно будет ли выдвинут Фидель Кастро, который в 2006 году по состоянию здоровья передал свой пост Председателя Государственного совета своему брату Раулю Кастро. В начале декабря 2007 года Фидель Кастро был номинирован кандидатом.
Выборы проходили 20 января 2008 года и традиционно одновременно с выборами в 14 провинциальных ассамблей. Центральная комиссия отобрала из выдвинутых кандидатов по одному кандидату на каждое место в парламенте. Таким образом, избиратели лишь подтверждали выбор, сделанный ранее Центральной комиссией. На выборах кандидаты должны были получить не менее 50% голосов. Все они были избраны. Явка составила 96,89%.
Первое заседание вновь выбранной Ассамблеи состоялось 24 февраля 2008 года.

## Результаты
| Тип голосования             | Голоса    | %   | Места |
| --------------------------- | --------- | --- | ----- |
| По всему списку             | 7 125 752 | 91  | 614   |
| По отдельным кандидатам     | 713 606   | 9   | 614   |
| Недействительных бюллетеней | 306 791   | —   | —     |
| Пустых бюллетеней           | 85 216    | —   | —     |
| Всего                       | 8 231 365 | 100 | 614   |
| Источник: Гранма            |           |     |       |